# Sörvik

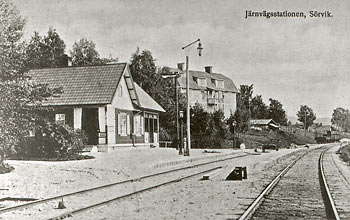
Järnvägsstationen i Sörvik omkring 1914

Sörvik (äldre namn Sörgovik) är en tätort i Ludvika kommun, omkring fem kilometer nordväst om Ludvika, vid riksväg 66 och länsväg 245 mot Björbo respektive Hagfors. På västra sidan återfinns sjön Väsman och på östra sida ligger den lilla Burtjärnen. 

## Historik
På 1600- och 1700-talen bedrevs brytning och bearbetning av koppar i Sörvik. Under 1800-talet var här något av en bruksort, med tackjärnsframställning, gruvdrift och ett betydande jordbruk. Järnmalmsbrytningen i Sörviks gruva pågick i omgångar ända fram till 1962.
Genom tillkomsten av Stockholm-Västerås-Bergslagens Järnvägars utbyggnadsetapp Ludvika–Vansbro 1900–1907 fick Sörvik järnvägsstation. År 1985 gick sista godståget mellan Ludvika och Nyhammar. 

### Befolkningsutveckling
| Befolkningsutvecklingen i Sörvik 1960–2020 | Befolkningsutvecklingen i Sörvik 1960–2020 | Befolkningsutvecklingen i Sörvik 1960–2020 | Befolkningsutvecklingen i Sörvik 1960–2020 | Befolkningsutvecklingen i Sörvik 1960–2020 |
| ------------------------------------------ | ------------------------------------------ | ------------------------------------------ | ------------------------------------------ | ------------------------------------------ |
|                                            |                                            |                                            |                                            |                                            |
| År                                         |                                            |                                            | Folkmängd                                  | Areal (ha)                                 |
| 1960                                       | 1960                                       |                                            | 482                                        |                                            |
| 1965                                       | 1965                                       |                                            | 349                                        |                                            |
| 1970                                       | 1970                                       |                                            | 377                                        |                                            |
| 1975                                       | 1975                                       |                                            | 543                                        |                                            |
| 1980                                       | 1980                                       |                                            | 582                                        |                                            |
| 1990                                       | 1990                                       |                                            | 688                                        | 128                                        |
| 1995                                       | 1995                                       |                                            | 773                                        | 134                                        |
| 2000                                       | 2000                                       |                                            | 744                                        | 135                                        |
| 2005                                       | 2005                                       |                                            | 718                                        | 135                                        |
| 2010                                       | 2010                                       |                                            | 743                                        | 136                                        |
| 2015                                       | 2015                                       |                                            | 699                                        | 132                                        |
| 2020                                       | 2020                                       |                                            | 687                                        | 132                                        |
|                                            |                                            |                                            |                                            |                                            |

## Samhället
Orten domineras av villabebyggelse. I Sörvik finns förskola samt grundskola upp till och med årskurs 6.